# (300220) 2006 WT191
(300220) 2006 WT191 es un asteroide perteneciente al cinturón de asteroides, región del sistema solar que se encuentra entre las órbitas de Marte y Júpiter, descubierto el 27 de noviembre de 2006 por el equipo del Spacewatch desde el Observatorio Nacional de Kitt Peak, Arizona, Estados Unidos.

## Designación y nombre
Designado provisionalmente como 2006 WT191. 

## Características orbitales
2006 WT191 está situado a una distancia media del Sol de 3,099 ua, pudiendo alejarse hasta 3,659 ua y acercarse hasta 2,539 ua. Su excentricidad es 0,180 y la inclinación orbital 6,285 grados. Emplea 1993,32 días en completar una órbita alrededor del Sol.

## Características físicas
La magnitud absoluta de 2006 WT191 es 15,7. 